# 乔瓦尼·费拉里
乔瓦尼·费拉里（義大利語：Giovanni Ferrari，1907年12月6日—1982年12月2日），意大利男子足球运动员，司职中场、前锋。他曾代表意大利国家队参加1934年和1938年国际足联世界杯，两次均夺得冠军。